# Стийв Форбс
Малкълм Стивънсън (Стийв) Форбс – младши (Malcolm Stevenson „Steve“ Forbes, Jr.) е американски редактор, издател и бизнесмен.
Син е на дългогодишния издател на „Форбс“ Малкълм Форбс и внук на основателя на изданието Б. Ч. Форбс. Главен редактор е на бизнес списанието „Форбс“, председател и главен изпълнителен директор на „Форбс Инкорпорейтид“, управител на изданието.
Ръководител в продължение на осем години на борда, който управлява радиостанциите „Свобода“ и „Свободна Европа“.
Той е сред кандидатите на републиканците на американските първични избори през 1996 и 2000 г.
Удостоен с титлата Почетен доктор на Нов български университет (12 юни 2002 г.).